# CD11a
La glicoproteina CD11a è una proteina di membrana di 180 kDa presente su precursori dei macrofagi, granulociti, linfociti.
È una delle subunità che associandosi a CD18 forma LFA-1, molecola di adesione che riconosce ICAM-1.
È anche conosciuta come LFA-1 α (lymphocyte function-associated antigen 1, catena α).